# Jakub Kowalewski
Jakub Kowalewski (Jelenia Góra, 16 giugno 1994) è uno slittinista polacco.

## Biografia
Ha iniziato a gareggiare nel 2009 per la nazionale polacca nelle varie categorie giovanili nella specialità del doppio, inizialmente in coppia con Filip Romański sino al 2011, poi con Artur Gędzius e dal 2015 stabilmente con Wojciech Chmielewski; sino al 2012 si cimentò saltuariamente anche nel singolo e gareggiò ai Giochi olimpici giovanili invernali di Innsbruck 2012, dove fu decimo nella staffetta mista partecipando nella frazione individuale.

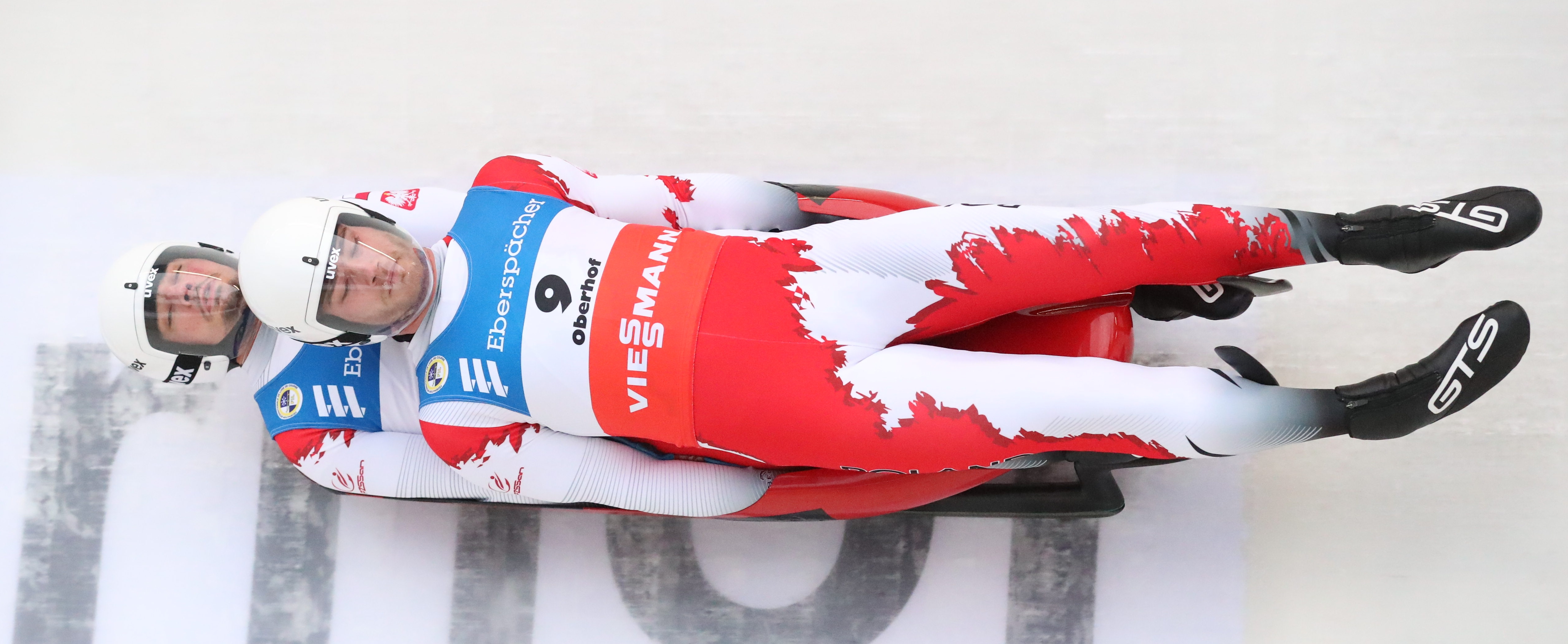
Kowalewski (sotto) e Chmielewski in gara a Oberhof nel 2020

A livello assoluto ha esordito in Coppa del Mondo nella stagione 2012/13, il 25 novembre 2012 a Innsbruck, dove giunse decimo nella prova a squadre, mentre nella specialità biposto debuttò venti giorni dopo a Sigulda, terminando la gara al diciannovesimo posto. Ottenne il suo primo podio il 23 febbraio 2020 a Winterberg, nella penultima gara della stagione 2019/20, piazzandosi terzo nel doppio. In classifica generale come miglior risultato si è piazzato all'undicesimo posto nel doppio nel 2019/20.
Ha partecipato ai Giochi olimpici invernali di Pyeongchang 2018, occasione in cui è terminato dodicesimo nel doppio e ottavo nella prova a squadre.
Ha altresì preso parte a sei edizioni dei campionati mondiali. Nel dettaglio i suoi risultati nelle prove iridate sono stati, nel doppio: diciassettesimo a Sigulda 2015, undicesimo a Schönau am Königssee 2016, ventesimo a Innsbruck 2017, ottavo a Winterberg 2019, tredicesimo a Soči 2020 e ottavo a Schönau am Königssee 2021; nel doppio sprint: decimo a Winterberg 2019, decimo a Soči 2020 e ottavo a Schönau am Königssee 2021; nella prova a squadre: nono a Sigulda 2015, ottavo a Schönau am Königssee 2016, ottavo a Innsbruck 2017, settimo a Winterberg 2019, settimo a Soči 2020 e gara non conclusa a Schönau am Königssee 2021. Nell'edizione del 2016 ha inoltre conseguito la medaglia d'oro nel doppio nella speciale classifica riservata agli atleti under 23. 
Agli europei ha invece totalizzato quali migliori piazzamenti il ventiquattresimo posto nel singolo a Winterberg 2012, il sesto nel doppio a Lillehammer 2020 e il quinto nella staffetta mista a Schönau am Königssee 2017.

## Palmarès

### Mondiali under 23
- 1 medaglia:
  - 1 oro (doppio a Schönau am Königssee 2016).

### Coppa del Mondo
- Miglior piazzamento in classifica generale nel doppio: 11º nel 2019/20.
- 2 podi (1 nel doppio, 1 nelle gare a squadre):
  - 2 terzi posti.

### Coppa del Mondo juniores
- Miglior piazzamento in classifica generale nel singolo: 27º nel 2011/12.
- Miglior piazzamento in classifica generale nel doppio: 8º nel 2010/11.

### Coppa del Mondo giovani
- Miglior piazzamento in classifica generale nel singolo: 35º nel 2009/10.